# 桑加鱔鬍鯰
桑加鱔鬍鯰，為輻鰭魚綱鯰形目塘虱魚科的其中一種，為熱帶淡水魚，分布於非洲剛果河流域，棲息在底層水域，體長可達22.1公分，生活習性不明。

## 扩展阅读
維基物種上的相關：桑加鱔鬍鯰